# Brêmes
Brêmes – miejscowość i gmina we Francji, w regionie Hauts-de-France, w departamencie Pas-de-Calais.
Według danych na rok 1990 gminę zamieszkiwały 1264 osoby, a gęstość zaludnienia wynosiła 174 osób/km² (wśród 1549 gmin regionu Nord-Pas-de-Calais Brêmes plasuje się na 490. miejscu pod względem liczby ludności, natomiast pod względem powierzchni na miejscu 503.).